# Ruffneck (Full Flex)
Ruffneck (Full Flex) (auch Ruffneck (FULL Flex)) ist ein Lied des US-amerikanischen Electro, Dub- und Brostep-Produzenten Skrillex. Es ist auf der EP More Monsters and Sprites enthalten.

## Musikvideo
Das Musikvideo wurde erstmals am 23. Dezember 2011 auf YouTube veröffentlicht. Im Video geht es um einen unter Drogen stehenden Weihnachtsmann, der, während er mit Kindern spricht, eine Panikattacke kriegt. Er wird daraufhin von einer Gang bis zu einem oberen Stockwerk verfolgt. Dort umzingelt ihn die Bande und schlägt ihn, aber nach einigen Sekunden beginnt er sich zu wehren. Dies gelingt ihm erfolgreich, nachdem er die Gang besiegt hat, rennt er davon. Am Ende des Clips kniet er auf einem Balkon nieder und beobachtet den Schnee. Blut tropft ihm aus der Nase.

## Kritik
Data Transmission kommentierte das Video so:

„‚Ruffneck (Full Flex)‘ is a constant barrage of bass sounds, glitchy effects and hard synths. With numerous edits, richly characterful bass and the usual catchiness of his other tracks, Full Flex sees the controversial producer in more familiar territory, packing enormous amounts of detail into every bar.“

„‚Ruffneck (Full Flex)‘ ist eine konstante Flut von Basstönen, störanfälligen Geräuschen und harten Synthesizern. Mit vielen Bearbeitungen, einem reichlich charaktervollem Bass und der üblichen Verfänglichkeit seiner anderen Lieder zeigt Full Flex den Produzenten in einem vertrauteren Territorium, wo er enorme Mengen an Details in jeden Takt packt.“